# Crivești (gmina Vânători)
Crivești – wieś w Rumunii, w okręgu Jassy, w gminie Vânători. W 2011 roku liczyła 1497 mieszkańców.